# محمد قنبری (نظامی)
محمد قنبری (زاده ۱۳۴۵ اسلام‌آباد غرب) سرتیپ فرماندهی انتظامی جمهوری اسلامی ایران است، که هم‌اکنون به‌عنوان رئیس پلیس آگاهی فراجا فعالیت می‌کند و با حفظ سمت فرماندهی انتظامی استان سیستان و بلوچستان را نیز به مدت ۴ ماه برعهده داشت.
قنبری فعالیت نظامی را از سال ۱۳۶۷ در شهربانی آغاز کرد. وی از ۱۳۹۲ تا ۱۳۹۳ فرمانده انتظامی لرستان بود، پیش از آن جانشینی فرمانده انتظامی کردستان را برعهده داشت و از ۱۳۹۳ تا ۱۳۹۶ فرمانده انتظامی استان کرمانشاه بود. قنبری در فاصله سالهای ۱۳۹۶ تا ۱۳۹۹ برای بار نخست فرماندهی انتظامی سیستان و بلوچستان را برعهده داشت، در سال ۱۳۹۹ به ریاست پلیس آگاهی کل کشور منصوب شد و همچنان نیز در این جایگاه فعالیت می‌کند. او در ۱۸ آبان‌ماه ۱۴۰۱، پس از آغاز اعتراضات سیستان و بلوچستان، برای بار دوم به فرماندهی انتظامی سیستان و بلوچستان منصوب گردید و در ۸ اسفند ۱۴۰۱ سرتیپ دوم پاسدار دوستعلی جلیلیان جایگزین وی شد.